# Chinesisches Luftfahrtmuseum

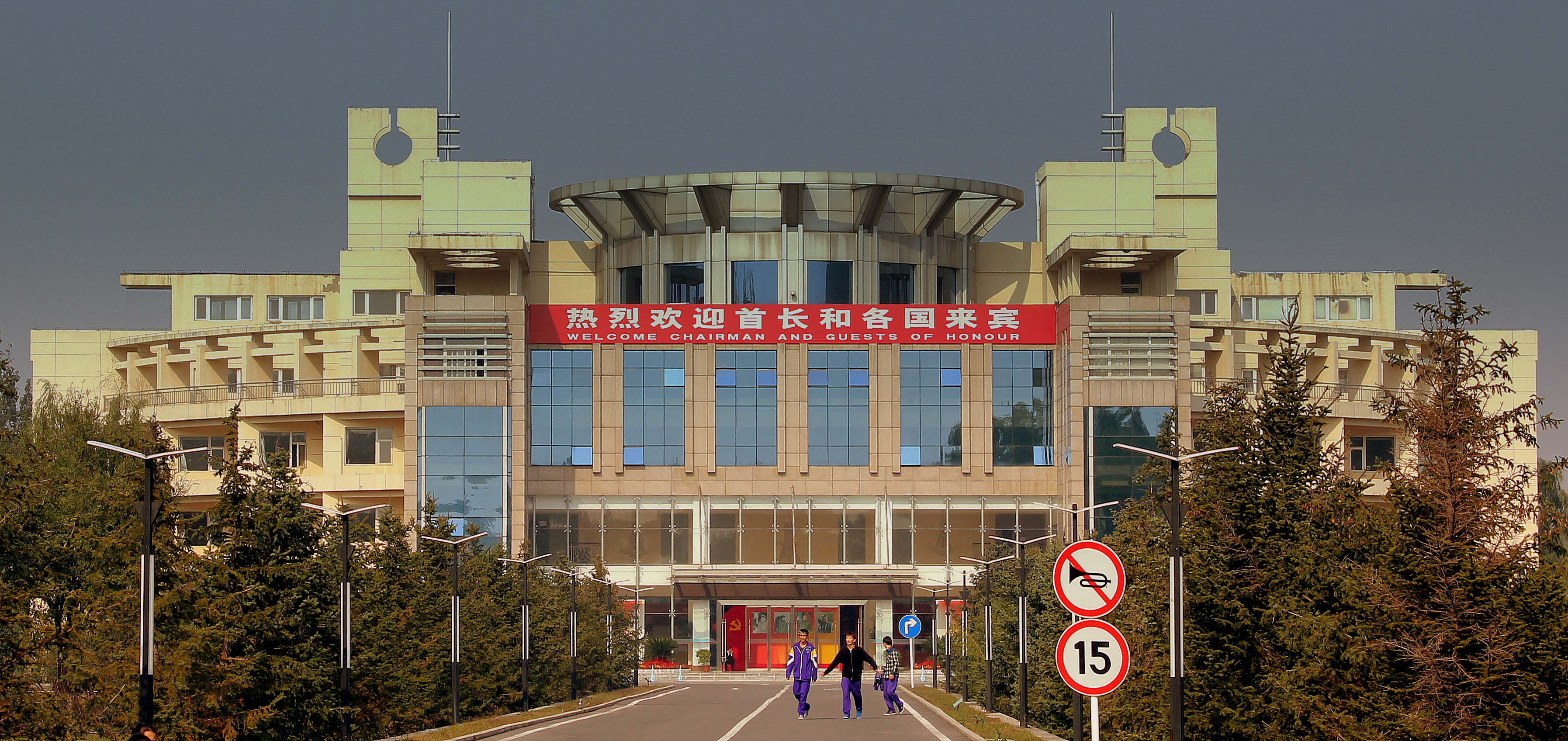
Hauptgebäude des Museums

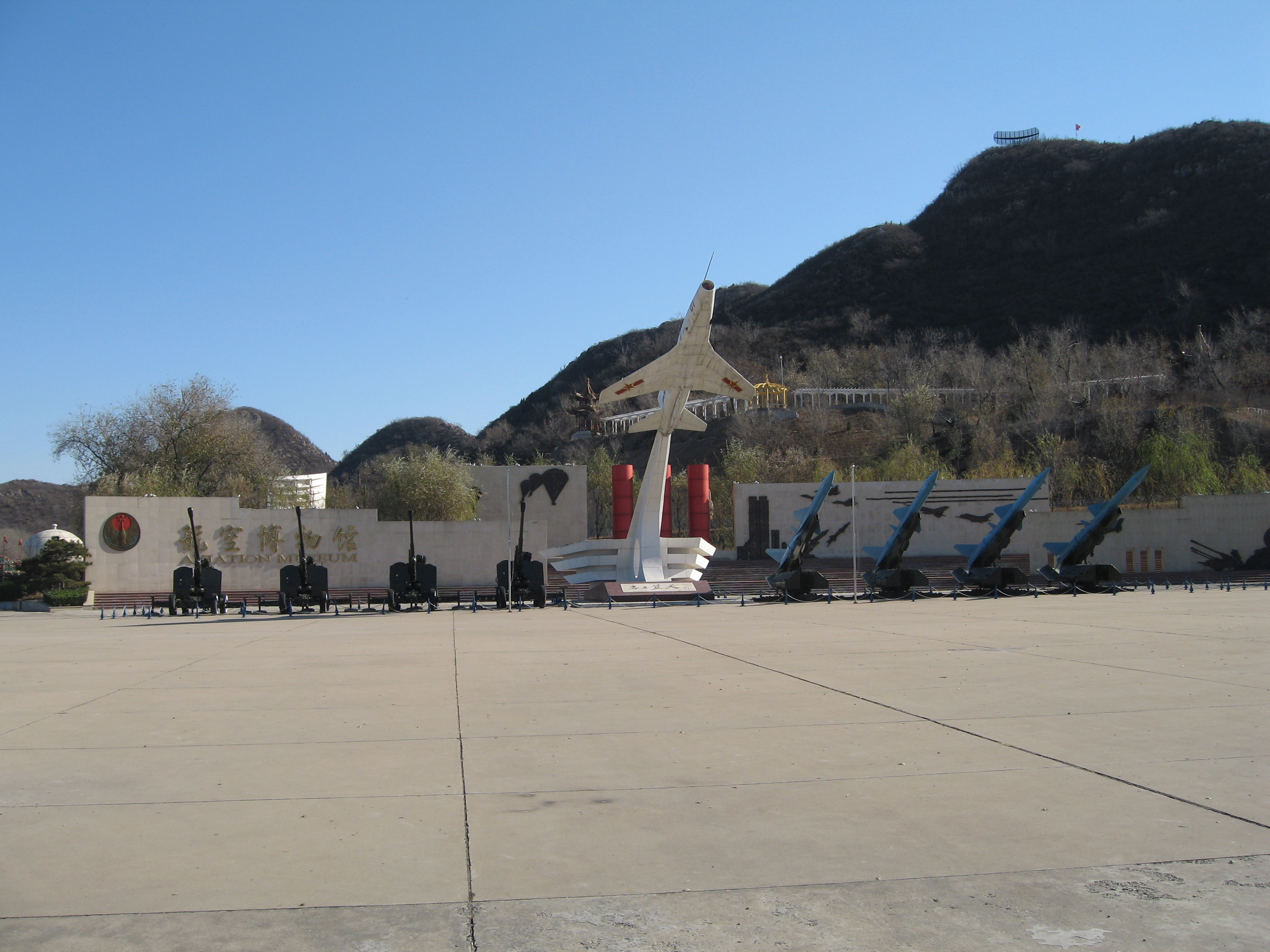
Eingangsbereich

Das Chinesische Luftfahrtmuseum (chinesisch 中国航空博物馆, Pinyin Zhōngguó Hángkōng Bówùguǎn, auch Datang Shan 大汤山,  Dàtāng Shān genannt, englisch China Aviation Museum) ist das größte Luftfahrtmuseum in der Volksrepublik China. Das im Stadtbezirk Changping der chinesischen Hauptstadt Peking, etwa 50 km nördlich des Stadtzentrums gelegene Museum ist teilweise in einem tunnelartigen Stollen untergebracht, welcher ursprünglich zur bunkerartigen Flugzeugkaverne des Militärflugplatzes Shahe im Berg Datang Shan gehörte. Das Chinesische Luftfahrtmuseum wurde am 11. November 1989 anlässlich des 40. Jahrestages der Gründung der Luftstreitkräfte der Volksrepublik China eröffnet. Die Sammlung umfasst über 200 zivile und militärische Flugzeuge aus chinesischer und sowjetischer Produktion sowie einige japanische und US-amerikanische Kriegsbeuten aus dem Zweiten Weltkrieg und dem Koreakrieg.

## Ausstellung
In dem zentral gelegenen Felsmassiv befindet sich eine Flugzeugkaverne, deren größter Stollen von zwei Seiten über Rollwege befahrbar ist und einst als geschützter Flugzeughangar diente. Nun sind darin über 50 Flugzeuge zu beiden Seiten der flach gewölbten Decke ausgestellt. Eingangs der Halle befinden sich chinesische wie auch erbeutete japanische Flugzeuge des Zweiten Weltkriegs. Nachfolgend kommen Modelle aus der Nachkriegszeit wie die MiG-15 und MiG-17 sowie deren chinesischen Pendants J-2 und J-5, einige J-6, Chengdu J-7 und eine Shenyang J-8. Einige ältere J-2 und J-5 haben unterhalb der Kanzel Markierungen für erfolgreiche Flugzeugabschüsse von koreanischen und US-amerikanischen Flugzeugen aus dem Koreakrieg. Fünf MiG-15 der koreanischen Luftstreitkräfte sind ebenfalls ausgestellt. Weiterhin sind Jagdbomber vom Typ Q-5 und drei B-5 (die chinesische Variante der Iljuschin Il-28) aufgereiht. Am Ende des Tunnels befinden sich ausländische Typen wie eine F-86 „Sabre“ der pakistanischen Luftwaffe, ein im Vietnamkrieg erbeuteter Hubschrauber vom Typ Bell UH-1H „Huey“ der United States Army, ein von der italienischen Luftwaffe ausgemusterter F-104S „Starfighter“ sowie ein maßstabsgerechtes Modell eines Boeing AH-64 „Apache“.
Auf dem weitläufigen Gelände befinden sich darüber hinaus noch Flugzeughangars, Radarstationen und Luftabwehrstellungen.

## Sammlung (Auswahl)

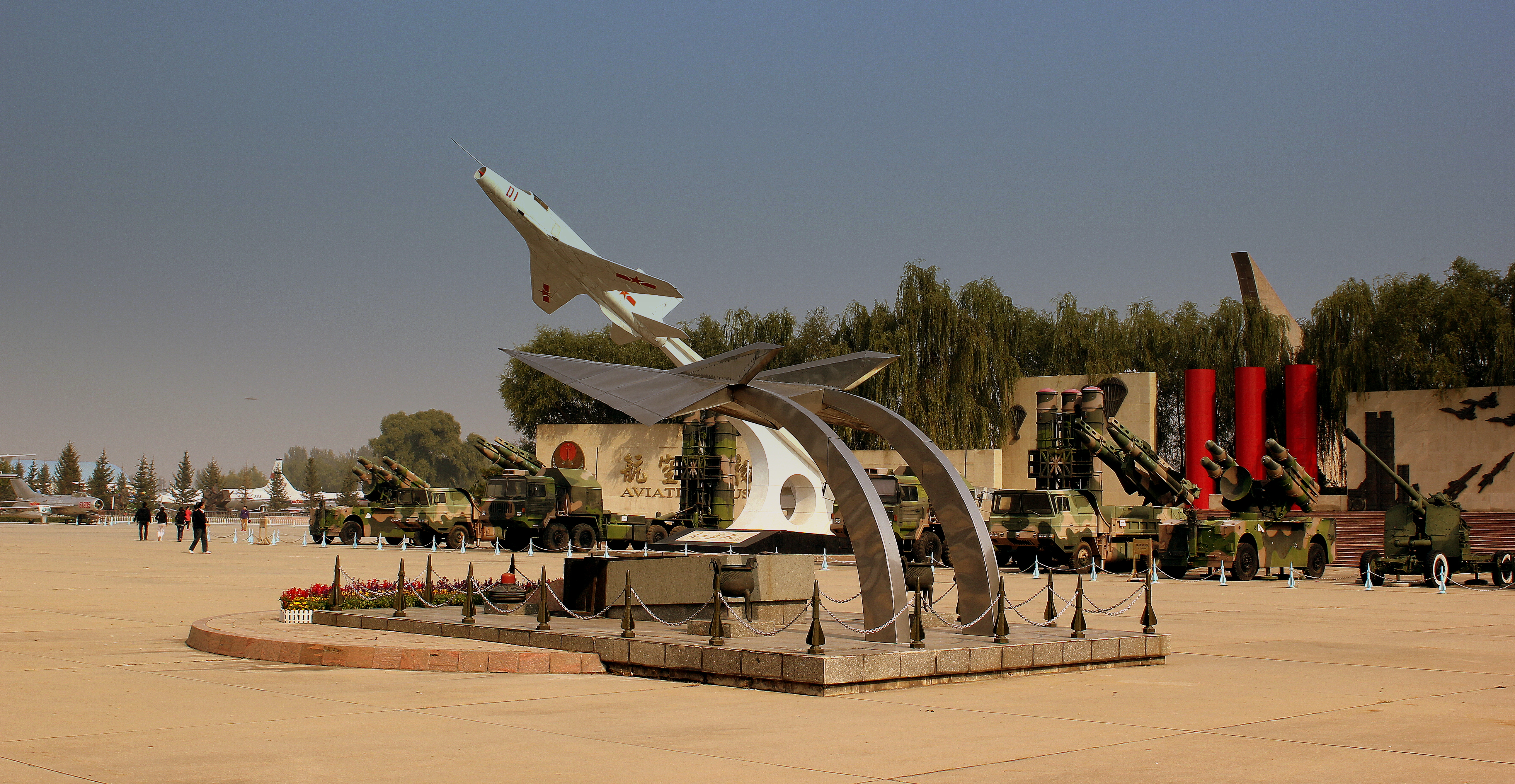
Luftabwehrraketen im Außenbereich

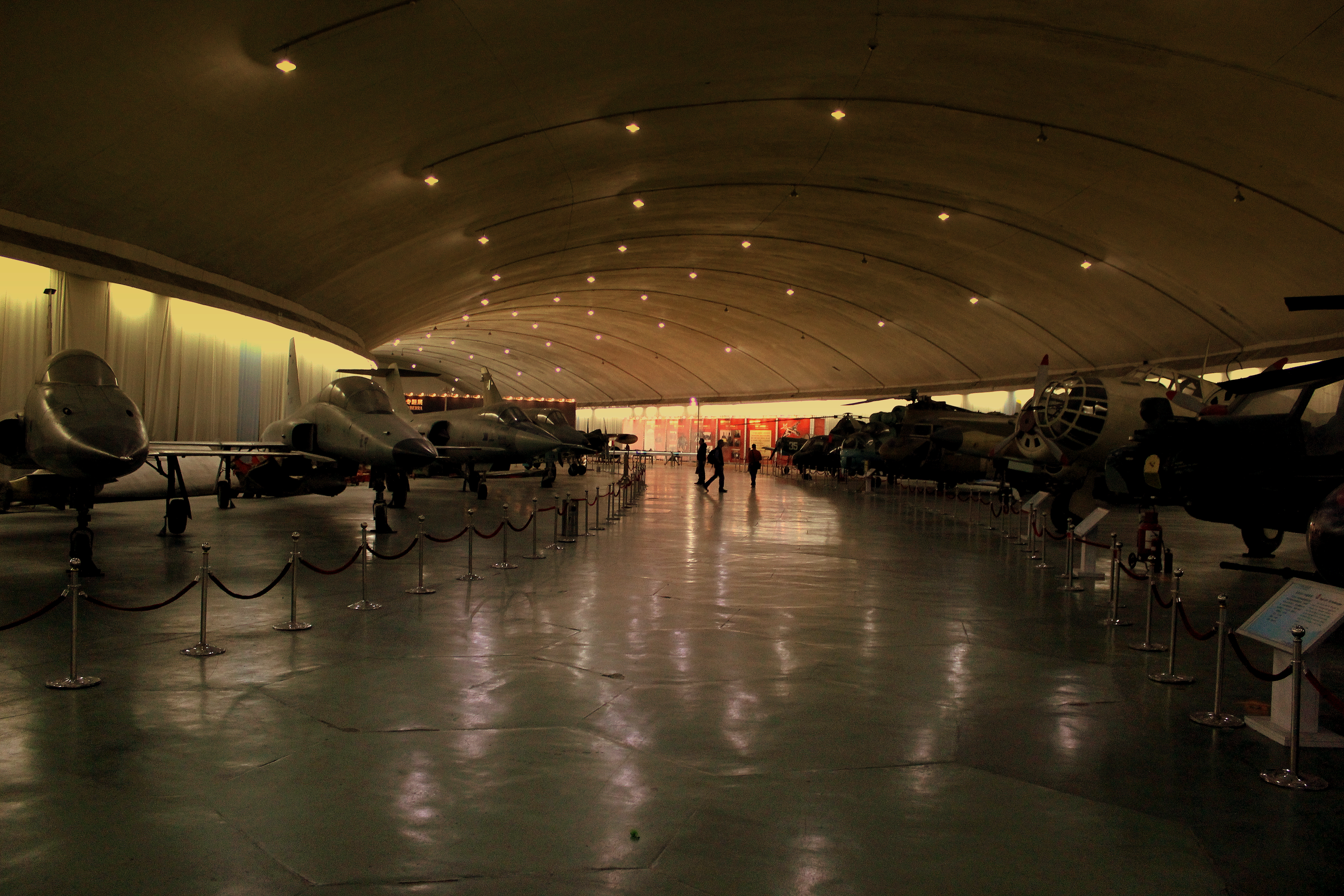
Flugzeugkaverne

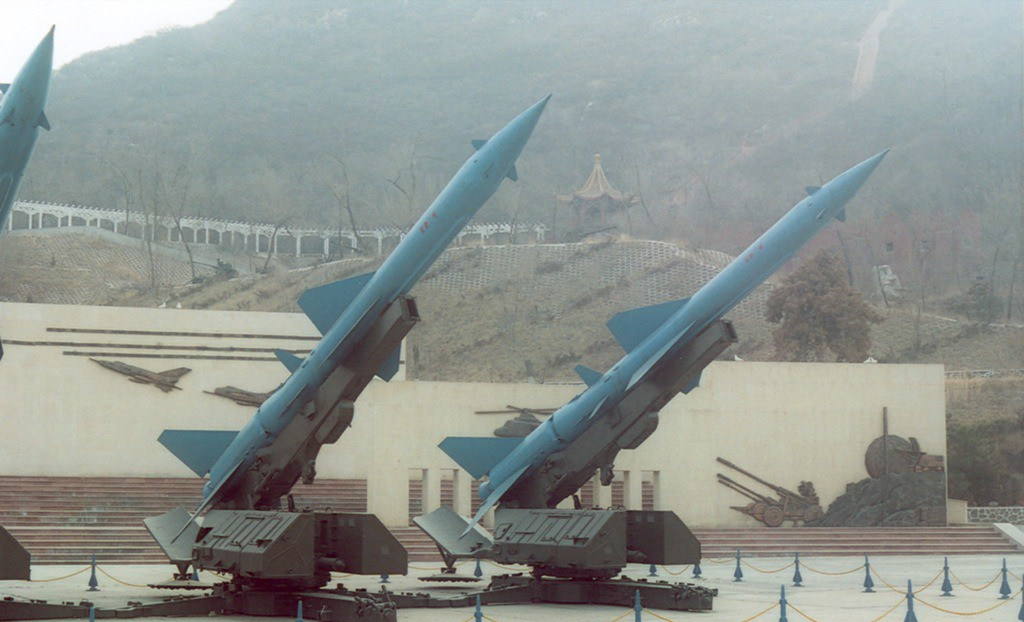
Von China gebaute S-75-Luftabwehrraketen mit der chinesischen Bezeichnung HQ-2

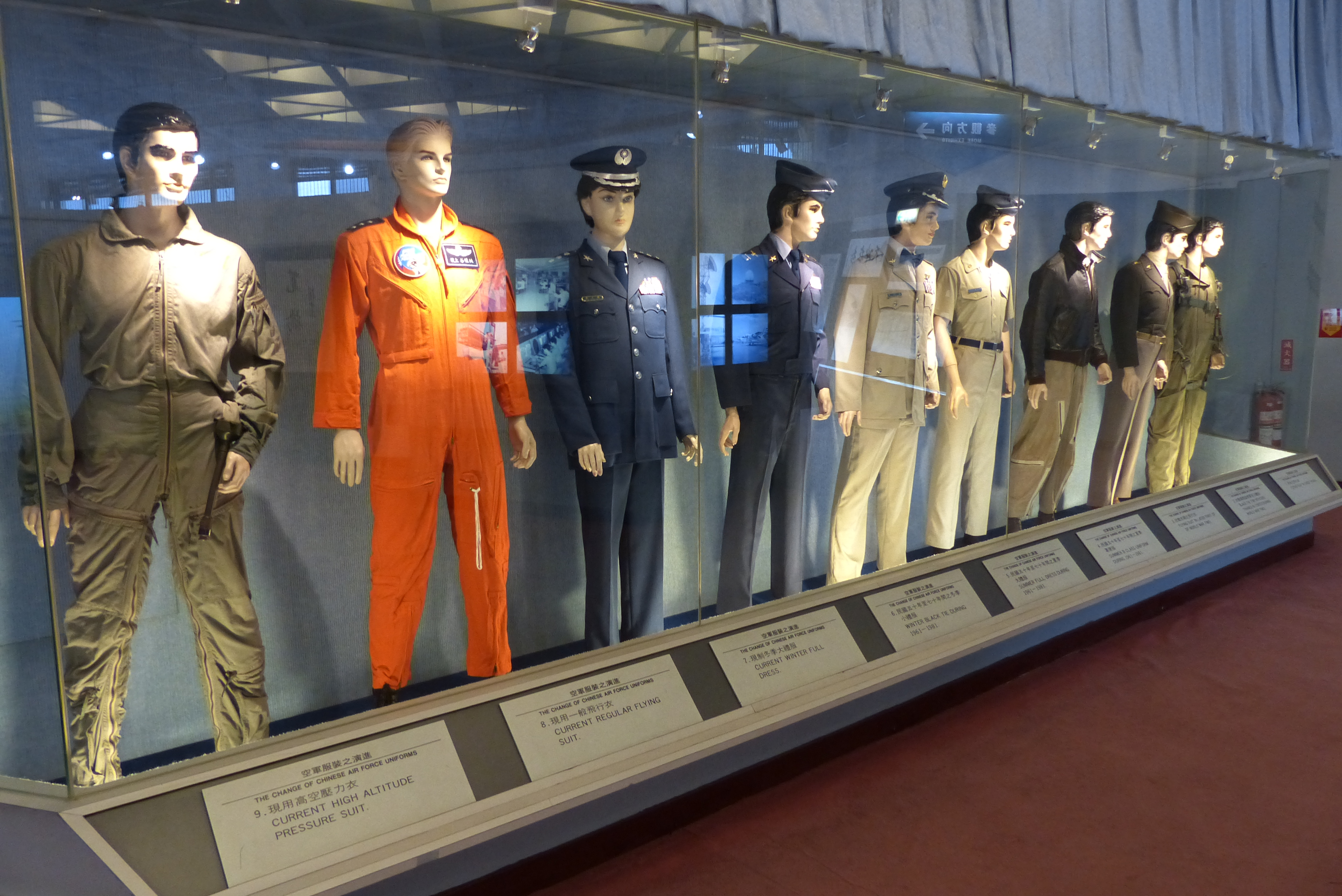
Uniformen

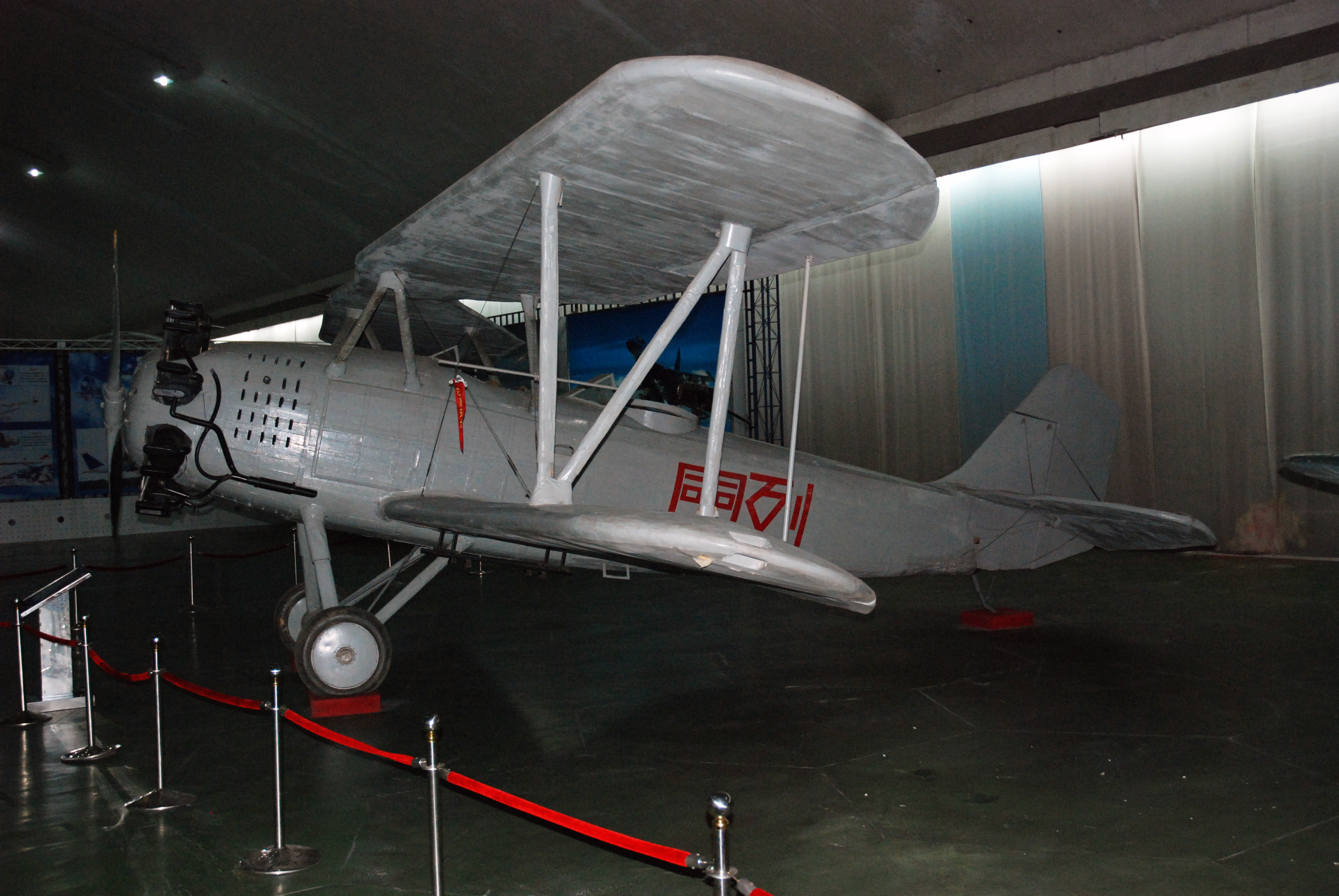
Vought O2U Lenin

In der Ausstellung befinden sich über 200 Flugzeuge, darunter viele Einzelstücke.
Flugzeuge, die besichtigt werden können, sind unter anderem:
- Aérospatiale Alouette III, Hubschrauber
- Bell UH-1, Hubschrauber
- de Havilland Canada DHC-2
- de Havilland DH.98 Mosquito, Bomber
- Douglas DC-8-21 (N220RB) von ORBIS International
- Fairchild PT-19, Schulflugzeug
- Harbin Z-5
- Harbin Z-6
- Hawker Siddeley Trident, Verkehrsflugzeug
- Iljuschin Il-18W, Mao Zedongs V.I.P.-Flugzeug
- Iljuschin Il-2 Schturmowik
- Lawotschkin La-11
- Vought O2U, Doppeldecker, nach Lenin benannt
- Lissunow Li-2
- Lockheed D-21, Mach 3+ Drohne
- Lockheed F-104, ehemals Italienische Luftstreitkräfte
- MiG-9, Jagdflugzeug
- MiG-17, Jagdflugzeug (Schnittmodell)
- MiG-23, Jagdflugzeug, ehemals Ägyptische Luftstreitkräfte
- Mil Mi-4, Hubschrauber
- Mil Mi-8, Hubschrauber
- Mil Mi-24, Kampfhubschrauber
- Nanchang A-5, Bomber
- Nanchang CJ-5, Schulflugzeug
- Nanchang CJ-6, Schulflugzeug
- Nanchang J-12
- Nanjing AD200, mit Canards ausgerüstetes, zweisitziges Studentenprojekt der Universität für Luftfahrt Nanjing eines Ultraleicht-Sportflugzeugs
- North American P-51 Mustang
- North American F-86, ehemals Pakistanische Luftstreitkräfte
- Northrop F-5E
- Northrop F-5F
- Shenyang J-5
- Shenyang J-6
- Chengdu J-7
- Tachikawa Ki-55, Schulflugzeug
- Tupolew Tu-2, Bomber
- Tupolew Tu-124, Verkehrsflugzeug
- Vickers Viscount, Verkehrsflugzeug
- Jakowlew Jak-11, Schuljäger
- Jakowlew Jak-17UTI, Schuljäger